# Anna Galiena
Anna Galiena (Roma, 22 de diciembre de 1949) es una actriz italiana, conocida por sus papeles en El marido de la peluquera, Jamón, jamón, Senso '45 y Un simple mortal.

## Carrera cinematográfica
En su juventud, Galiena protagonizó numerosas obras de teatro, incluyendo muchas obras de William Shakespeare. Realizó una docena de películas, sobre todo en Italia antes de ser conocida mundialmente por su papel en El marido de la peluquera (Le Mari de la coiffeuse). Posteriormente apareció en la película de Bigas Luna Jamón, jamón, que le abrió la puerta para su debut en Hollywood en la película de Bill Forsyth Un simple mortal (Being Human), junto a Robin Williams. 
Posteriormente, Galiena trabajó en el cine europeo, en más de cincuenta películas y telefilmes, incluyendo su papel en el film Virgin Territory, protagonizado por Hayden Christensen y Mischa Barton, y Senso '45, de Tinto Brass. Compartió cartel junto a Joaquim de Almeida y Ben Gazzara en el thriller Christopher Roth.
En teatro ha interpretado la obra Tres (2013), del español Juan Carlos Rubio.

## Vida
Galiena habla italiano, inglés, francés y español. En Being Human habló friulano, una lengua romance que se habla en el noreste de Italia. En 2003 fue jurado del Festival Internacional de Cine de Berlín, y en 2007, del Festival Internacional de Cine de Moscú.